# Guusje ter Horst
Guus (Guusje) ter Horst (ur. 22 marca 1952 w Deventer) – holenderska polityk, nauczyciel akademicki i samorządowiec, burmistrz Nijmegen (2001–2007), w latach 2007–2010 minister spraw wewnętrznych.

## Życiorys
Po ukończeniu szkoły średniej w Hadze studiowała psychologię na Uniwersytecie Amsterdamskim. W 1984 doktoryzowała się na podstawie pracy z zakresu opieki dentystycznej. Od 1977 pracowała w akademickim centrum stomatologii w Amsterdamie, jednostce wchodzącej w skład jej macierzystej uczelni. W latach 1992–1994 przewodniczyła radzie Uniwersytetu Amsterdamskiego.
W 1984 wstąpiła do Partii Pracy (PvdA). Od 1986 do 1992 zasiadała z jej ramienia w radzie miejskiej Amsterdama. W 1994 została mianowana członkinią zarządu miasta (wethouderem) odpowiadającym m.in. za przestrzeń publiczną, zasoby ludzkie, komunikację społeczną, konserwację zabytków. Z jej inicjatywy rozpoczęto renowację miasta Amsterdam.
W kwietniu 2001 została mianowana burmistrzem Nijmegen, którym pozostała do stycznia 2007.
Po zawarciu koalicji rządowej między CDA, Partią Pracy i ChristenUnie w lutym 2007 objęła tekę ministra spraw wewnętrznych i stosunków z monarchią w czwartym gabinecie Jana Petera Balkenende. Pełniła tę funkcję do momentu opuszczenia koalicji rządowej przez PvdA w lutym 2010.
W latach 2011–2015 zasiadała w Eerste Kamer, wyższej izbie holenderskich Stanów Generalnych.